# Microcreagris californica
Espèce
Synonymes
- Atemnus californicus Banks, 1891

Microcreagris californica est une espèce de pseudoscorpions de la famille des Neobisiidae.

## Distribution
Cette espèce est endémique de Californie aux États-Unis.

## Description
L'holotype mesure 2,1 mm.

## Systématique et taxinomie
Cette espèce a été décrite sous le protonyme Atemnus californicus par Ellingsen en 1891. Elle est placée dans le genre Blothrus par Banks en 1895 puis dans le genre Microcreagris par Beier en 1932.

## Étymologie
Son nom d'espèce lui a été donné en référence au lieu de sa découverte, la Californie.

## Publication originale
- Banks, 1891 : Notes on North American Chernetidae. Canadian Entomologist, vol. 23, p. 161-166 (texte intégral).